# Ситор Ситуморанг
Ситор Ситуморанг (индон. Sitor Situmorang; 2 октября 1924, Харианбохо, Северная Суматра — 21 декабря 2014, Апелдорн, Нидерланды) — индонезийский поэт, драматург, критик. Участник движения «Поколение-45».

## Краткая биография
Родился в Харианбохо на Суматре. Образование получил в Джакарте. Работал журналистом в газетах «Васпада» и «Суара Насионал» (1945—1947). В 1956—1957 продолжил образование в Калифорнийском университете в США. Изучал кинематографию. Печататься начал с 1949 года. Побывал в Голландии, Франции, СССР, КНР. Несколько лет прожил в Париже, что нашло отражение в его поэзии. В 1963 году возглавлял индонезийскую делегацию на 2-м конгрессе писателей Азии и Африке в Каире. В 50-е годы находился под влиянием французского экзистенциализма и символизма. До 1965 года был видным деятелем «Общества народной культуры» (ЛЕКРА), которое находилось под влиянием Компартии Индонезии. Преподавал в Национальной академии театра Индонезии, являлся членом Временного Народного консультативного конгресса. В 1966 году после падения Сукарно и перехода власти в руки военного командования, он, как и многие другие деятели культуры, связанные с компартией, подвергся (без суда) тюремному заключению, которое длилось до 1976 года (тюрьма Салемба). В заключении ему было запрещено писать. После освобождения из тюрьмы он ещё два года находился под домашним арестом. В 1982—1990 преподавал индонезийский в Лейденском университете в Нидерландах.
Ряд его произведений переведен на английский, французский и русский языки. В 2006 году он опубликовал двухтомную антологию, которая включает 600 стихотворений, написанных в 1948—1978 гг.
21 декабря 2014 года скончался.

## Награды
- Национальная литературная премия (1955)
- Премия Совета искусств Джакарты (1976)

## Сочинения
Сборники стихов.
- Письма на зелёной бумаге (Surat Kertas Hijau). 1953.
- Среди стихов (Dalam Sajak).1955.
- Безымянный лик (Wajah Tak Bernama). 1956.
- Новый век (Zaman Baru).1961
- Стена времени (Dinding Waktu). 1976.
- Карта путешествия (Rindu Kelana). 1976.
- Париж ночью. 2001.
- Сб. эссе «Революционная литература» (Sastra Revolusioner). 1965.

Пьесы
- Жемчужная дорога.
- Последняя оборона. 1954.
- Каменный остров. 1954
- Сб. рассказов Сражение и снег в Париже. 1956

## В переводе на английский
- To love, to wander: the poetry of Sitor Situmorang / translated by John H. McGlynn; with an introduction by Henk M.J. Maier. Jakarta: Lontar Foundation, 1996. 169 p.
- Burton Raffel, An Anthologoy of Indonesian Poetry, Albany, State University of New York Press, 1968

## В русском переводе
- Ситор Ситуморанг. В сборнике "Голоса трех тысяч островов М., 1963. — С. 222—250.
- Болдырева М. А. Два стихотворения современных индонезийских поэтов Ситора Ситуморанга и Гунавана Мохамада // ППиПИКИВ. М., I982.
- Болдырева М. А. Переводы стихотворений Ситора Ситуморанга // Нусантара. Юго-Восточная Азия. СПб, 1998.
- Болдырева М. А. Переводы стихотворений Ситора Ситуморанга и Рендры // Нусантара. Юго-Восточная Азия. СПб., 2000.
- Ситор Ситуморанг. Песня итальянской девушки — Оглоблин А. К. Из переводов индонезийской лирики в сб. Малайско-индонезийские исследования (К 80-летию В. В. Сикорского). Сост. и ред. В. А. Погадаев. Вып. XIX. М., 2012, 241.